# Entradero del Castillo
Entradero del Castillo es un corregimiento del distrito de Ocú, en la provincia de Herrera, República de Panamá. Su creación fue establecida mediante Ley 30 del 10 de mayo de 2012, siendo segregado del corregimiento de Cerro Largo. Su cabecera es Entradero del Castillo.